# Jan Teijn
Jan Teijn (Rotterdam, 30 juli 1966) is een voormalig Nederlands rechts-radicaal politicus en activist.

## CD en CP'86
Teijn werd in 1988 lid van de Centrum Democraten. Voor deze partij en de veel radicalere partij CP'86 was hij van 1994 tot 1998 gemeenteraadslid in Rotterdam. Toen de CP'86 eind 1996 uiteenviel in een gematigde richting en een radicalere vleugel, koos Teijn voor de radicale richting. Hij hield zich op met neonazi's en deed onder andere mee aan een demonstratie voor eerherstel voor de vrijwilligers van de Waffen-SS en amnestie voor collaborateurs uit de Tweede Wereldoorlog. Demonstranten droegen een spandoek mee van de NVU jongerenorganisatie Germaanse Jeugd in Nederland.

## NNP en NA
In 2001 werd Teijn lid van de Nieuwe Nationale Partij (NNP) en in 2002 werd hij raadslid in de Rotterdamse deelraad Feijenoord. In 2003 scheidde hij zich na een conflict af van de NNP en ging hij in de deelraad verder als eenmansfractie. Samen met Virginia Kapić, die voorheen actief was binnen de NVU en de NNP, richtte hij vervolgens de Nationale Alliantie op. Bij de gemeente- en deelraadsverkiezingen in 2006 wist de Nationale Alliantie noch in Feijenoord, noch in de Rotterdamse gemeenteraad een zetel te halen. De Nationale Alliantie werd op 21 juli 2007 opgeheven.
Als politicus en activist ageerde Teijn tegen kinderporno en pedofielen, onder meer met een burgerinitiatief voor een verbod op de 'pedopartij' PNVD.

## Vervolging
Op 14 augustus 2007 werd bekendgemaakt dat het Openbaar Ministerie Teijn ging vervolgen. Teijn werd verantwoordelijk gehouden voor het toelaten van discriminerende uitlatingen op de website van de Nationale Alliantie, waar hij moderator was van een forum. Radar, een anti-discriminatiebureau, deed aangifte. Het OM stelde ook dat Teijn beeldmateriaal in handen had van minderjarige meisjes. Volgens Teijn ging het om "twee filmpjes met niet heel jonge meisjes, tussen de 13 en 17 jaar volgens justitie" en daarom "grijs gebied". Teijn werd hiervoor uiteindelijk niet aangeklaagd. Op 2 februari 2009 werd Jan Teijn voor de als haatzaaiend beschouwde teksten op het NA forum (die door de rechter als "laag bij de grond", "volstrekt verwerpelijk" en met een "giftig karakter" zijnde werden beoordeeld) en daarnaast voor het bezit van een stroomstootwapen veroordeeld tot zes maanden voorwaardelijke celstraf en een taakstraf van 120 uur.